# Park Avenue (New York City)

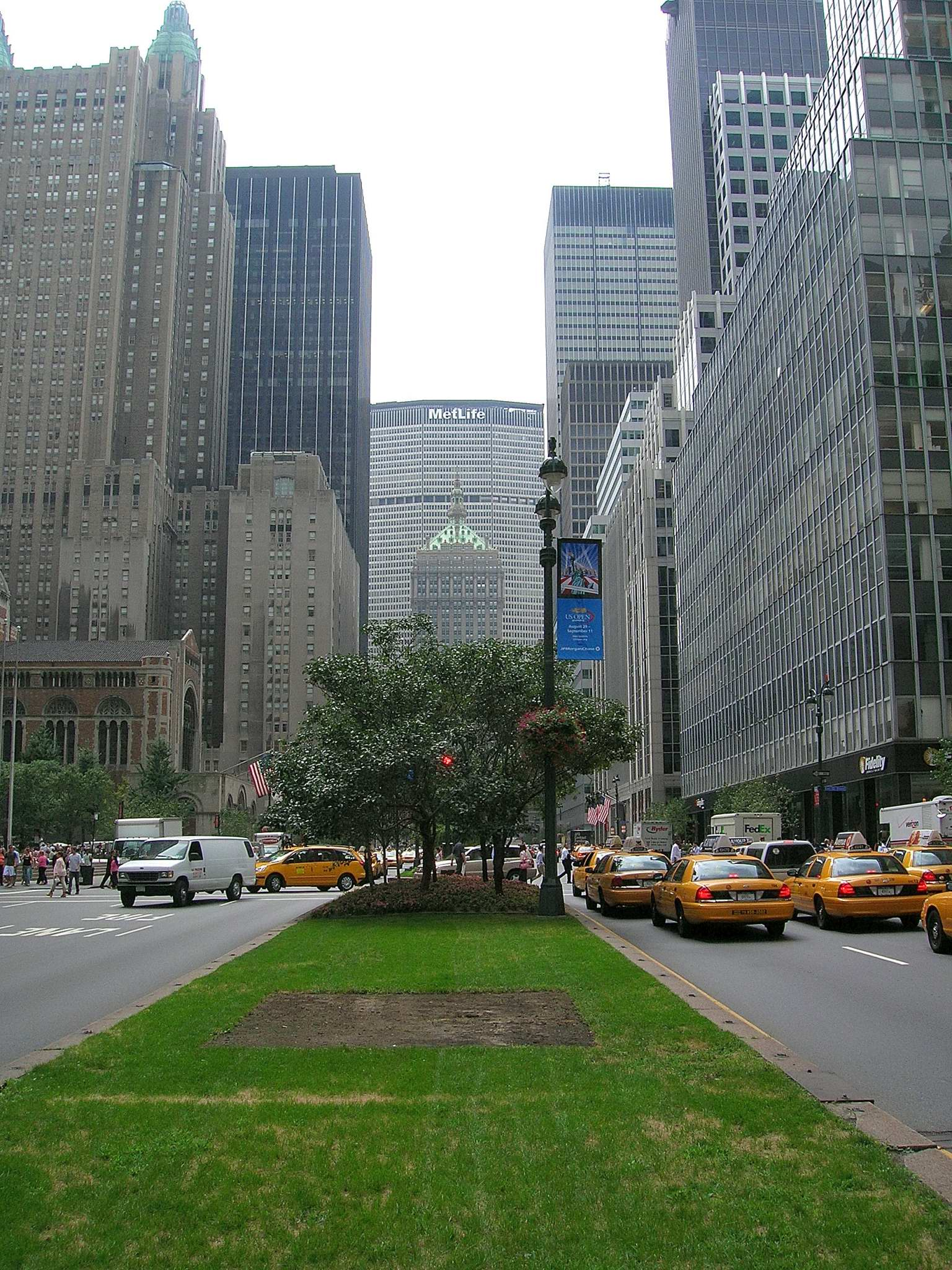
Die Park Avenue mit Blick auf das ehemalige Pan Am Building

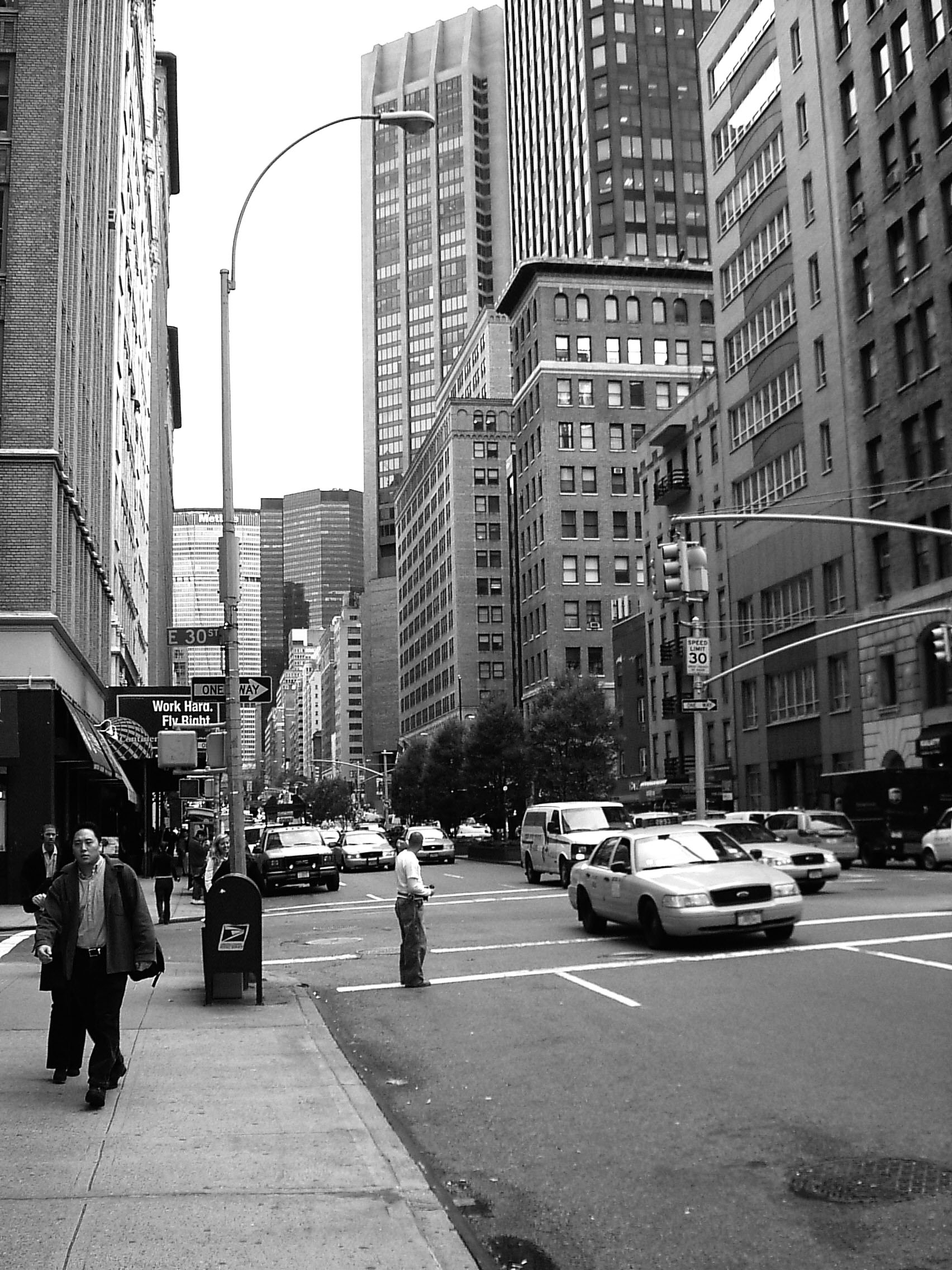
Straßenszene in der Park Avenue. Im Hintergrund ist das MetLife Building zu sehen.

Die Park Avenue in den Stadtteilen Manhattan und Bronx in New York City gehört zu den bekanntesten Straßen der Stadt. Sie trug ursprünglich den Namen Fourth Avenue.

## Verlauf
Im mittleren Abschnitt führt die Straße durch Midtown Manhattan, die mit ca. drei Millionen Arbeitsplätzen größte Ballung von Büros und Hotels der Welt. Dort steht das Waldorf Astoria. An der 200 Park Avenue (über dem Grand Central Terminal) wurde 1963 das MetLife Building (damals Pan Am Building) gebaut, das mit ca. 260.000 m² Fläche das damals größte Bürogebäude der Welt war. Seit 1991 befindet sich dort der Sitz der Metropolitan Life Insurance Company. In der 740 Park Avenue wohnten u. a. die Rockefellers, die Chryslers und die Vanderbilts.
Der in Manhattan gelegene Abschnitt der Park Avenue endet von Süden kommend an der 132nd Street vor dem Harlem River. Nördlich des Flusses wird die Park Avenue im Stadtviertel Mott Haven der Bronx fortgesetzt, führt nach Nord-Nordost und endet schließlich im Viertel Fordham.

## Unternehmen mit der Firmenzentrale an der Park Avenue (Auswahl)
- Philip Morris
- JP Morgan Chase
- Lehman Brothers (bis 2008)
- Bankers Trust
- Colgate-Palmolive
- Bristol Myers Squibb
- Citigroup
- MetLife
- Clayton, Dubilier & Rice

## Verkehr
An der Park Avenue befindet sich der Bahnhof Grand Central Terminal. Zwischen dem Bahnhof und der 97th Street fahren die Vorortzüge der Metro-North Railroad in einem Tunnel unter der Straße, dann fahren die Züge auf einem Viadukt bis zur Eisenbahnbrücke über dem Harlem River. In der Nähe der 132nd Street besteht ein Anschluss an die Autobahn FDR Drive.

## Gebäude
- Grand Central Terminal
- MetLife Building, 200 Park Avenue
- Helmsley Building, 230 Park Avenue
- 270 Park Avenue
- 277 Park Avenue
- Waldorf Astoria New York, 301 Park Avenue
- Seagram Building, 375 Park Avenue
- Lever House, 390 Park Avenue
- 432 Park Avenue
- Asia Society, 725 Park Avenue
- 740 Park Avenue

## In der Kultur
- Im Spielfilm Die Rechnung ging nicht auf (1956) wird die Park Avenue als Synonym für eine erstklassige Wohnlage erwähnt.
- Im Spielfilm Cocktail (1988)  wird die Park Avenue als Inbegriff von Macht, Reichtum und Sitze der Oberschicht erwähnt.
- Im Youth Gone Wild von Skid Row, wird die Park Avenue erwähnt. Auch hier symbolisiert sie Reichtum.
- Im Spielfilm  Men in Black (1997) springt Will Smith vom Park Avenue Viaduct.
- Im Spielfilm  I Am Legend (2007) findet eine Szene mit Will Smith am Park Avenue Viaduct statt.
- In der Netflix-Miniserie Inventing Anna (2022) wird das Church Missions House, 281 Park Avenue South als potenzielles Kaufobjekt von Betrügerin Anna Sorokin gezeigt.